# Costavina Aya Ayal
Costavina Aya Ayal (roepnaam Coos of Coosje, Titawai, 15 april 1926 - Ridderkerk, 28 maart 2015) was een verzetsvrouw in Nieuw-Guinea. Ze verwierf bekendheid als vrouwelijk lid van de enige guerrillagroep in Nederlands-Indië die het drie jaar heeft volgehouden.

## Levensloop
Costavina Ayal werd geboren in Titawai op het eiland Nusa Laut in de Molukken. Toen Coosje zes jaar oud was werd ze geadopteerd door haar oom en tante en verhuisde ze naar Manokwari, Nieuw-Guinea. Omdat haar oom bestuursambtenaar van het Nederlandse gouvernement was, ging ze naar een Hollandse school, waar ze Nederlands leerde.
Bij de Japanse invasie in Nederlands-Indië werd de oom van Coosje door het Koninklijk Nederlands-Indisch Leger ingezet bij het verstoppen van wapens, voedsel en munitie in de jungle. Toen de Japanse vloot op 12 april 1942 de baai van Manokwari binnenvoer, hield een bewapende militie - waar de zestienjarige Coos Ayal deel van uitmaakte - zich daar al schuil. De militie hield zich dertig maanden lang verborgen in de jungle. Coos droeg een soldatenuniform en leerde omgaan met karabijn en handgranaten, maar voerde ook 'vrouwentaken' uit zoals koken, kleren herstellen en gewonden verzorgen. Op 4 oktober 1944 werden ze bevrijd.
Coos Ayal volgde in Brisbane een verpleegstersopleiding als infanterist bij het vrouwenkorps van het KNIL en ze werd bevorderd tot korporaal. In Brisbane ontmoette ze ook de Antilliaanse militair Henry Evers, met wie ze in 1947 trouwde. Het gezin woonde op Nusa Laut, in Nederland en op de Antillen. In 1964 keerden ze terug naar Nederland, waar Coos eerst in een verpakkingsfabriek werkte en later een eigen cateringbedrijf oprichtte. Vanaf 1988 kreeg ze een Verzetspensioen.
Coos Ayal nam altijd deel aan de Nationale Indië Herdenking op 15 augustus en is vaak geïnterviewd over haar ervaringen als onderdeel van de verzetsgroep in Nieuw-Guinea die uit handen van de Japanse bezetter wist te blijven. Ze stierf op 28 maart 2015 en werd op 3 april met militaire eer begraven vanuit de Laurenskerk in Rotterdam.
Op 17 maart 2023 is de Rembrandtweg in Ridderkerk officieel omgedoopt tot de Coosje Ayalstraat.

## Onderscheidingen
Op 31 januari 1946 ontving Coos Ayal het Kruis der Verdienste. In 1981 ontving ze het Verzetsherdenkingskruis. Daarnaast ontving ze het Mobilisatie-Oorlogskruis, het Ereteken voor Orde en Vrede, het Draaginsigne Gewonden en het Draaginsigne Veteranen.